# Richard Schayer
Richard Schayer est un scénariste américain né le 13 décembre 1880 à Washington DC (États-Unis), mort le 15 mars 1956 à Hollywood (États-Unis).

## Filmographie partielle
- 1919 : A Man's Country
- 1919 : The House of Intrigue
- 1919 : Abnégation (The Dragon Painter)
- 1919 : The Westerners de Edward Sloman
- 1919 : Brothers Divided
- 1920 : The Cup of Fury
- 1920 : Jusqu'à la mort (Li Ting Lang) de Charles Swickard
- 1920 : The Beggar Prince
- 1920 : The Brand of Lopez
- 1920 : L'Appartement n° 13 (The Woman in Room 13) de Frank Lloyd
- 1921 : The Spenders
- 1921 : Le Carnet rouge (The Killer) de Jack Conway
- 1921 : Beach of Dreams de William Parke
- 1921 : The Lure of Egypt
- 1921 : Les Roses noires (Black Roses) de Colin Campbell
- 1921 : Man of the Forest
- 1922 : The Gray Dawn
- 1922 : The Glory of Clementina
- 1922 : My Dad
- 1923 : L'Araignée et la Rose (The Spider and the Rose) de John McDermott
- 1923 : The Victor
- 1923 : L'Outsider (The Ramblin' Kid) de Edward Sedgwick
- 1923 : The Thrill Chaser
- 1924 : Hook and Ladder
- 1924 : Ride for Your Life
- 1924 : Ridgeway of Montana
- 1924 : Sawdust Trail
- 1924 : The Dangerous Flirt de Tod Browning
- 1924 : Silk Stocking Sal de Tod Browning
- 1924 : The Ridin' Kid from Powder River
- 1925 : The Hurricane Kid d'Edward Sedgwick
- 1925 : The Man in Blue
- 1925 : Jack le centaure (en) d'Herbert Blaché
- 1926 : Rustlers' Ranch
- 1926 : Le Septième Bandit (en) (The Seventh Bandit) de Scott R. Dunlap
- 1926 : The Unknown Soldier
- 1926 : The Scrappin' Kid
- 1926 : The Frontier Trail
- 1926 : The Terror
- 1926 : Marine d'abord ! (Tell It to the Marines) de George W. Hill
- 1927 : On Ze Boulevard
- 1928 : La Mauvaise Route (The Law of the Range) de William Nigh
- 1928 : Le Plus Singe des trois (Circus Rookies) d'Edward Sedgwick
- 1928 : The Actress de Sidney Franklin
- 1928 : Un soir à Singapour (Across to Singapore) de William Nigh
- 1928 : Honeymoon
- 1929 : L'Escadre volante (The Flying Fleet) de George W. Hill
- 1929 : Terre de volupté (Wild Orchids), de Sidney Franklin
- 1929 : Le Figurant (Spite Marriage) d'Edward Sedgwick et Buster Keaton
- 1929 : Loin vers l'est (Where East is East) de Tod Browning
- 1929 : Devil-May-Care
- 1930 : Estrellados
- 1930 : De frente, marchen
- 1930 : Le Metteur en scène (Free and Easy) d'Edward Sedgwick
- 1931 : Trader Horn de W. S. Van Dyke
- 1931 : C'est mon gigolo (Just a Gigolo)
- 1931 : The Spirit of Notre Dame
- 1931 : Casanova wider Willen
- 1931 : Vies privées (Privates Lives), de Sidney Franklin
- 1931 : La Pente (Dance fools, danse) de Harry Beaumont
- 1931 : Fascination (Possessed)
- 1932 : Impatient Maiden
- 1932 : Destry Rides Again (en)
- 1932 : Cabaret de nuit (Night World) de Hobart Henley
- 1933 : Cocktail Hour
- 1934 : The Meanest Gal in Town
- 1935 : The Winning Ticket
- 1936 : Dangerous Waters
- 1936 : Les Poupées du diable (The Devil-Doll)
- 1936 : Au seuil de la vie (The Devil Is a Sissy)
- 1948 : La Flèche noire (The Black Arrow) de Gordon Douglas
- 1950 : Davy Crockett, Indian Scout (en)
- 1950 : The Iroquois Trail
- 1950 : Kim
- 1951 : Les Maudits du château-fort (Lorna Doone) de Phil Karlson
- 1951 : The Texas Rangers
- 1952 : Indian Uprising
- 1952 : Cripple Creek (en)
- 1953 : The Bandits of Corsica
- 1953 : Tempête sur le Texas (en) (Gun Belt)
- 1953 : The Steel Lady
- 1954 : The Lone Gun
- 1955 : Top Gun
- 1956 : Gun Brothers
- 1960 : Five Guns to Tombstone
- 1961 : Gun Fight
- 1963 : Lancelot chevalier de la reine (Lancelot and Guinevere)